# 혁명적공산주의자동맹 (프랑스)
혁명적 공산주의자 동맹(革命共産主義者聯盟, 프랑스어: Ligue communiste révolutionnaire, 약칭 LCR)은 프랑스의 트로츠키주의 정당이다. 트로츠키주의에 기반한 제4인터내셔널의 프랑스 지회기도 하다. 주간신문인 《루즈 (Rouge)》와 저널인 《크리티크 코뮤니스트 (Critique communiste)》를 발간하고 있다. 2009년 2월 8일의 반자본주의신당 창당일을 앞두고 2월 5일에 자진 해산하였다.

## 역사

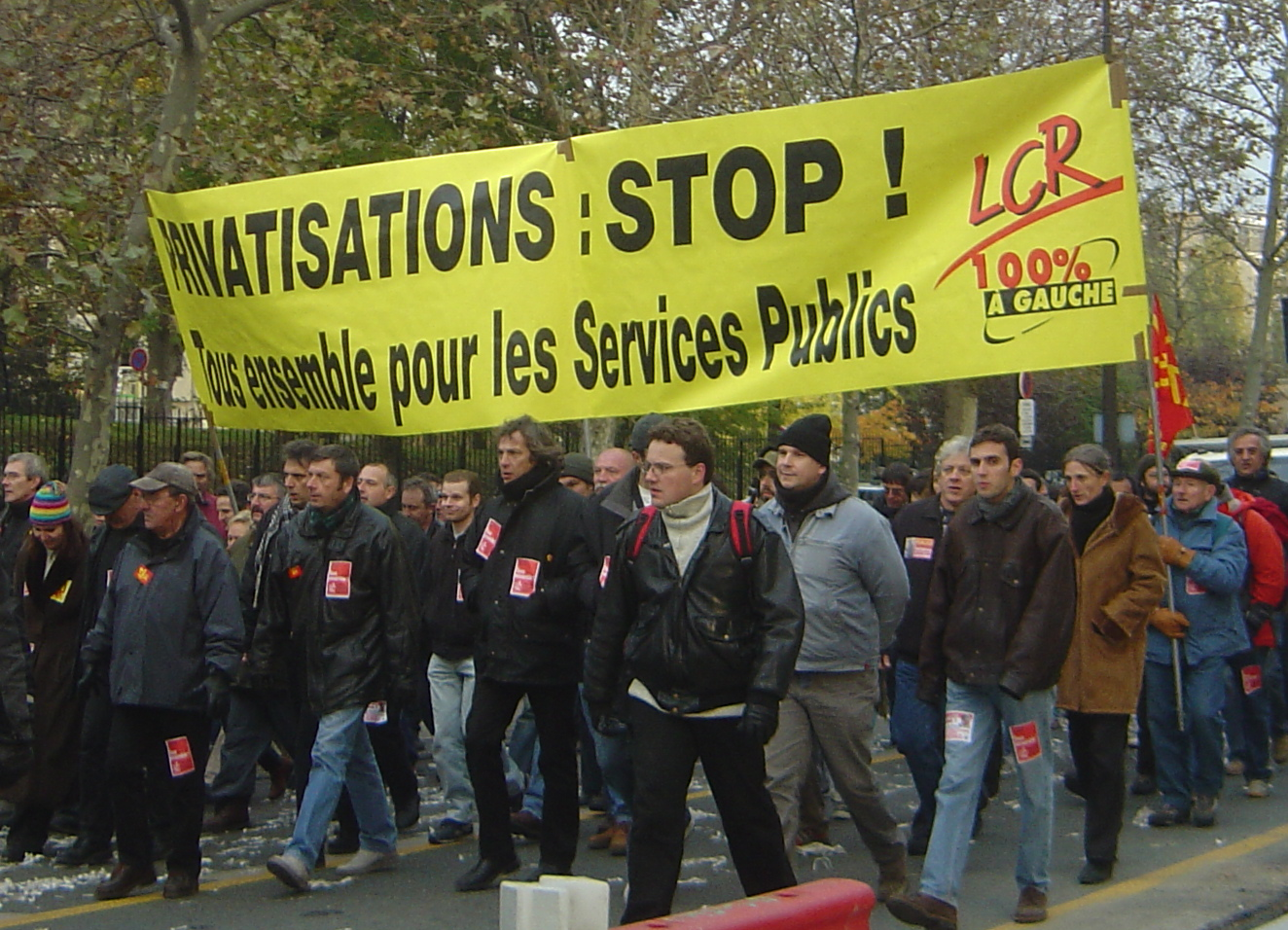
LCR 소속 시위대가 사유화 반대와 공공서비스의 증진을 구호로 내걸고 파업 행진에 나서고 있다

1974년에 창당된 혁명적 공산주의자 동맹은 1973년에 해산된 공산연맹 (Ligue Communiste)의 계보를 잇고 있으며, 그들의 관점에 도움이 될 수 있도록 다른 경향의 트로츠키주의자들도 포용하고 있다.
공식 대변인은 유럽 의회의 일원이었던 알랭 크리빈와 로잘린 바체타, 그리고 2007년 대선에 '집배원 후보'로 나섰던 올리비에 브장스노이다.
현재 당내의 현안 중 하나는 다른 좌익 세력과의 선거 연대 문제다. 특히 또다른 트로츠키주의 정당인 노동자 투쟁 (Lutte Ouvrière, 약칭 LO)과의 연대가 활발히 논의되고 있는데, 과거 두 정당은 단일 후보(지난 프랑스 지역선거와 유럽 의회 의원 선거)를 내놓기도 했지만, 별도 후보(2002년과 2007년 대선)를 내기도 했다.
정부 정책에 저항하는 대중 운동을 조직하여 수백만의 시민들을 동원할 정도로 영향력을 가지고 있지만 정작 정당으로서는 시민들의 신뢰를 잃고 있어, 선거전략의 일환으로 급진 좌파들이 연대해야 한다는 생각은 더 논의되어야 한다는 게 당내 중론이다. 그 사례로 프랑스 공산당과의 연대가 자주 인용되는데, 2005년의 유럽 헌법의 도입을 묻는 국민투표에서 두 정당은 '부결' 캠페인을 벌여 승리한 바 있다. 이러한 관계는 마리조르주 뷔페가 프랑스 공산당의 당권을 쥐면서 발전해왔다.
LCR의 활동가들은 자본이동에 대한 조세부과를 위한 시민연대 (Association pour la taxation des transactions pour l'aide aux citoyens, 약칭 ATTAC)이나 연대 단결 민주주의 (Solidaires Unitaires Démocratiques, 약칭 SUD) 노동 조합 등의 좌익 그룹에서 활동하고 있다. (두 단체는 LCR과 관련이 없으며, 심지어는 정치적 배경이 다르기도 하다.)

### 앞으로의 계획
혁명적 공산주의자 동맹은, 2008년 6월에 트로츠키주의 세력의 단일한 활동을 위해 발족한 반자본주의신당의 창당 준비에 한창이다. 이들은 2008년 1월 29일에 당을 해산하고, 2009년 1월 30일부터 2월 1일까지 열리는 창당대회에서 공식적으로 창당이 선언되는 신반자본주의당에 참여할 계획을 가지고 있다.

## 2002년과 2007년 대선
프랑스의 2002년 대선에서 LCR의 후보인 올리비에 브장스노가 4.25%를 득표하여, LCR · LO · 노동당 (Parti des travailleurs) 등을 통틀어 트로츠키즘 세력은 10% 이상을 득표하는 성과를 낸다. 2차 투표는 우익 후보인 시라크와 극우 후보인 르 펜의 맞대결로 펼쳐졌다. 때문에 범좌파 진영이 르 펜의 당선을 막기 위해 시라크에게 투표할 것을 호소하는 웃지 못할 일이 벌어진다. LCR 역시 기권이 아니라, "르 펜에 갈 표를 최소화하자"라는 캠페인을 펼친다. LCR의 이 캠페인은 "르 펜을 길에서도 부수고, 투표함에서도 부수자"는 구호 하에서 이뤄졌는데, 당 내의 소수는 이 구호가 시라크에게 표를 줄 수 있다며 반대했었다.
2007년의 대선에는 LCR의 후보로 또다시 올리비에 브장스노가 출마하여 1차 투표에서 4.1%를 득표하였다. 5%를 득표하는 데에는 실패하여, 정부로부터 선거보조금 8십 만 유로를 받지 못했다.

## 같이 보기
- 노동자 투쟁 (LO)
- 반자본주의신당 (NPA)
- (프랑스어) fr:Jeunesses_communistes_révolutionnaires
- (프랑스어) fr:Trotskisme_en_France